# Rupert’s Wharf
Rupert’s Wharf ist der einzige Hafen auf der Insel St. Helena im Atlantischen Ozean und einer von nur vier insgesamt im Britischen Überseegebiet St. Helena, Ascension und Tristan da Cunha. Hier befindet sich die Seenotrettung der Insel.
Der Anleger befindet sich im Rupert’s Valley im Hauptstadtdistrikt Jamestown. Der Hafen wurde zur Anlandung von Material zum Bau des Flughafens St. Helena errichtet und bis Juni 2016 durch einen permanenten Pier ersetzt. Als erstes Schiff lief am 1. Juli 2016 der Mehrzweckfrachter Greta den neuen Hafen an.
Der Hafen dient vor allem Industriezwecken, darunter der Anlandung von Treibstoff. In einiger Entfernung wurden im Tal insgesamt acht große Tanks mit jeweils 750 000 Liter Fassungsvermögen errichtet, vier für Diesel, zwei für Benzin und zwei für Kerosin. Im Bau befinden sich zwei Pipelines für den Transport des Treibstoffs zum Kraftwerk und zum Flughafen.
Daneben wird der kleine Strand von Einheimischen zum Schwimmen genutzt. Die Bucht liegt relativ geschützt und es gibt keine Unterwasserströmungen. 2018 eröffnete eine Strandbar, die sich großer Beliebtheit erfreut. Wenn ein Treibstofftanker anlegt, wird der Strand jedoch für die Öffentlichkeit geschlossen.
Im Zuge des Flughafenbaus wurde auch eine Verbindungsstraße von Rupert's Wharf zum Flughafen für den Transport des Baumaterials gebaut. Sie wurde nach Beendigung der Bauarbeiten für die Öffentlichkeit freigegeben.